# The Backrooms (phim)
The Backrooms là một bộ phim điện ảnh Mỹ ra mắt năm 2026 thuộc thể loại kinh dị – viễn tưởng, do Kane Parsons làm đạo diễn và được chấp bút bởi Roberto Patino và Will Soodik, dựa trên truyền thuyết đô thị, creepypasta cùng tên và loạt phim ngắn cùng chủ đề do chính anh làm và phát hành trên YouTube. Phim có sự góp mặt của các diễn viên như Chiwetel Ejiofor, Renate Reinsve, Mark Duplass, Finn Bennett, Lukita Maxwell và Avan Jogia.